# Tactică (șah)
|   | a                                                                                | b                                                                                | c                                                                                | d                                                                                | e                                                                                | f                                                                                | g                                                                                | h                                                                                |   |
| 8 | d8 white queen · c7 white king · e6 black knight · f3 black pawn · g2 black king | d8 white queen · c7 white king · e6 black knight · f3 black pawn · g2 black king | d8 white queen · c7 white king · e6 black knight · f3 black pawn · g2 black king | d8 white queen · c7 white king · e6 black knight · f3 black pawn · g2 black king | d8 white queen · c7 white king · e6 black knight · f3 black pawn · g2 black king | d8 white queen · c7 white king · e6 black knight · f3 black pawn · g2 black king | d8 white queen · c7 white king · e6 black knight · f3 black pawn · g2 black king | d8 white queen · c7 white king · e6 black knight · f3 black pawn · g2 black king | 8 |
| 7 | d8 white queen · c7 white king · e6 black knight · f3 black pawn · g2 black king | d8 white queen · c7 white king · e6 black knight · f3 black pawn · g2 black king | d8 white queen · c7 white king · e6 black knight · f3 black pawn · g2 black king | d8 white queen · c7 white king · e6 black knight · f3 black pawn · g2 black king | d8 white queen · c7 white king · e6 black knight · f3 black pawn · g2 black king | d8 white queen · c7 white king · e6 black knight · f3 black pawn · g2 black king | d8 white queen · c7 white king · e6 black knight · f3 black pawn · g2 black king | d8 white queen · c7 white king · e6 black knight · f3 black pawn · g2 black king | 7 |
| 6 | d8 white queen · c7 white king · e6 black knight · f3 black pawn · g2 black king | d8 white queen · c7 white king · e6 black knight · f3 black pawn · g2 black king | d8 white queen · c7 white king · e6 black knight · f3 black pawn · g2 black king | d8 white queen · c7 white king · e6 black knight · f3 black pawn · g2 black king | d8 white queen · c7 white king · e6 black knight · f3 black pawn · g2 black king | d8 white queen · c7 white king · e6 black knight · f3 black pawn · g2 black king | d8 white queen · c7 white king · e6 black knight · f3 black pawn · g2 black king | d8 white queen · c7 white king · e6 black knight · f3 black pawn · g2 black king | 6 |
| 5 | d8 white queen · c7 white king · e6 black knight · f3 black pawn · g2 black king | d8 white queen · c7 white king · e6 black knight · f3 black pawn · g2 black king | d8 white queen · c7 white king · e6 black knight · f3 black pawn · g2 black king | d8 white queen · c7 white king · e6 black knight · f3 black pawn · g2 black king | d8 white queen · c7 white king · e6 black knight · f3 black pawn · g2 black king | d8 white queen · c7 white king · e6 black knight · f3 black pawn · g2 black king | d8 white queen · c7 white king · e6 black knight · f3 black pawn · g2 black king | d8 white queen · c7 white king · e6 black knight · f3 black pawn · g2 black king | 5 |
| 4 | d8 white queen · c7 white king · e6 black knight · f3 black pawn · g2 black king | d8 white queen · c7 white king · e6 black knight · f3 black pawn · g2 black king | d8 white queen · c7 white king · e6 black knight · f3 black pawn · g2 black king | d8 white queen · c7 white king · e6 black knight · f3 black pawn · g2 black king | d8 white queen · c7 white king · e6 black knight · f3 black pawn · g2 black king | d8 white queen · c7 white king · e6 black knight · f3 black pawn · g2 black king | d8 white queen · c7 white king · e6 black knight · f3 black pawn · g2 black king | d8 white queen · c7 white king · e6 black knight · f3 black pawn · g2 black king | 4 |
| 3 | d8 white queen · c7 white king · e6 black knight · f3 black pawn · g2 black king | d8 white queen · c7 white king · e6 black knight · f3 black pawn · g2 black king | d8 white queen · c7 white king · e6 black knight · f3 black pawn · g2 black king | d8 white queen · c7 white king · e6 black knight · f3 black pawn · g2 black king | d8 white queen · c7 white king · e6 black knight · f3 black pawn · g2 black king | d8 white queen · c7 white king · e6 black knight · f3 black pawn · g2 black king | d8 white queen · c7 white king · e6 black knight · f3 black pawn · g2 black king | d8 white queen · c7 white king · e6 black knight · f3 black pawn · g2 black king | 3 |
| 2 | d8 white queen · c7 white king · e6 black knight · f3 black pawn · g2 black king | d8 white queen · c7 white king · e6 black knight · f3 black pawn · g2 black king | d8 white queen · c7 white king · e6 black knight · f3 black pawn · g2 black king | d8 white queen · c7 white king · e6 black knight · f3 black pawn · g2 black king | d8 white queen · c7 white king · e6 black knight · f3 black pawn · g2 black king | d8 white queen · c7 white king · e6 black knight · f3 black pawn · g2 black king | d8 white queen · c7 white king · e6 black knight · f3 black pawn · g2 black king | d8 white queen · c7 white king · e6 black knight · f3 black pawn · g2 black king | 2 |
| 1 | d8 white queen · c7 white king · e6 black knight · f3 black pawn · g2 black king | d8 white queen · c7 white king · e6 black knight · f3 black pawn · g2 black king | d8 white queen · c7 white king · e6 black knight · f3 black pawn · g2 black king | d8 white queen · c7 white king · e6 black knight · f3 black pawn · g2 black king | d8 white queen · c7 white king · e6 black knight · f3 black pawn · g2 black king | d8 white queen · c7 white king · e6 black knight · f3 black pawn · g2 black king | d8 white queen · c7 white king · e6 black knight · f3 black pawn · g2 black king | d8 white queen · c7 white king · e6 black knight · f3 black pawn · g2 black king | 1 |
|   | a                                                                                | b                                                                                | c                                                                                | d                                                                                | e                                                                                | f                                                                                | g                                                                                | h                                                                                |   |

|   | a | b | c | d | e | f | g | h |   |
| 8 | a8 black rook · c8 black bishop · d8 black queen · g8 black rook · h8 black king · a7 black pawn · b7 black pawn · f7 white queen · h7 black pawn · b6 black knight · c6 black pawn · d6 black bishop · f6 black pawn · h6 white bishop · d5 black pawn · f5 white pawn · d4 white pawn · c3 white knight · d3 white bishop · e3 white rook · a2 white pawn · b2 white pawn · c2 white pawn · g2 white pawn · h2 white pawn · a1 white rook · g1 white king | a8 black rook · c8 black bishop · d8 black queen · g8 black rook · h8 black king · a7 black pawn · b7 black pawn · f7 white queen · h7 black pawn · b6 black knight · c6 black pawn · d6 black bishop · f6 black pawn · h6 white bishop · d5 black pawn · f5 white pawn · d4 white pawn · c3 white knight · d3 white bishop · e3 white rook · a2 white pawn · b2 white pawn · c2 white pawn · g2 white pawn · h2 white pawn · a1 white rook · g1 white king | a8 black rook · c8 black bishop · d8 black queen · g8 black rook · h8 black king · a7 black pawn · b7 black pawn · f7 white queen · h7 black pawn · b6 black knight · c6 black pawn · d6 black bishop · f6 black pawn · h6 white bishop · d5 black pawn · f5 white pawn · d4 white pawn · c3 white knight · d3 white bishop · e3 white rook · a2 white pawn · b2 white pawn · c2 white pawn · g2 white pawn · h2 white pawn · a1 white rook · g1 white king | a8 black rook · c8 black bishop · d8 black queen · g8 black rook · h8 black king · a7 black pawn · b7 black pawn · f7 white queen · h7 black pawn · b6 black knight · c6 black pawn · d6 black bishop · f6 black pawn · h6 white bishop · d5 black pawn · f5 white pawn · d4 white pawn · c3 white knight · d3 white bishop · e3 white rook · a2 white pawn · b2 white pawn · c2 white pawn · g2 white pawn · h2 white pawn · a1 white rook · g1 white king | a8 black rook · c8 black bishop · d8 black queen · g8 black rook · h8 black king · a7 black pawn · b7 black pawn · f7 white queen · h7 black pawn · b6 black knight · c6 black pawn · d6 black bishop · f6 black pawn · h6 white bishop · d5 black pawn · f5 white pawn · d4 white pawn · c3 white knight · d3 white bishop · e3 white rook · a2 white pawn · b2 white pawn · c2 white pawn · g2 white pawn · h2 white pawn · a1 white rook · g1 white king | a8 black rook · c8 black bishop · d8 black queen · g8 black rook · h8 black king · a7 black pawn · b7 black pawn · f7 white queen · h7 black pawn · b6 black knight · c6 black pawn · d6 black bishop · f6 black pawn · h6 white bishop · d5 black pawn · f5 white pawn · d4 white pawn · c3 white knight · d3 white bishop · e3 white rook · a2 white pawn · b2 white pawn · c2 white pawn · g2 white pawn · h2 white pawn · a1 white rook · g1 white king | a8 black rook · c8 black bishop · d8 black queen · g8 black rook · h8 black king · a7 black pawn · b7 black pawn · f7 white queen · h7 black pawn · b6 black knight · c6 black pawn · d6 black bishop · f6 black pawn · h6 white bishop · d5 black pawn · f5 white pawn · d4 white pawn · c3 white knight · d3 white bishop · e3 white rook · a2 white pawn · b2 white pawn · c2 white pawn · g2 white pawn · h2 white pawn · a1 white rook · g1 white king | a8 black rook · c8 black bishop · d8 black queen · g8 black rook · h8 black king · a7 black pawn · b7 black pawn · f7 white queen · h7 black pawn · b6 black knight · c6 black pawn · d6 black bishop · f6 black pawn · h6 white bishop · d5 black pawn · f5 white pawn · d4 white pawn · c3 white knight · d3 white bishop · e3 white rook · a2 white pawn · b2 white pawn · c2 white pawn · g2 white pawn · h2 white pawn · a1 white rook · g1 white king | 8 |
| 7 | a8 black rook · c8 black bishop · d8 black queen · g8 black rook · h8 black king · a7 black pawn · b7 black pawn · f7 white queen · h7 black pawn · b6 black knight · c6 black pawn · d6 black bishop · f6 black pawn · h6 white bishop · d5 black pawn · f5 white pawn · d4 white pawn · c3 white knight · d3 white bishop · e3 white rook · a2 white pawn · b2 white pawn · c2 white pawn · g2 white pawn · h2 white pawn · a1 white rook · g1 white king | a8 black rook · c8 black bishop · d8 black queen · g8 black rook · h8 black king · a7 black pawn · b7 black pawn · f7 white queen · h7 black pawn · b6 black knight · c6 black pawn · d6 black bishop · f6 black pawn · h6 white bishop · d5 black pawn · f5 white pawn · d4 white pawn · c3 white knight · d3 white bishop · e3 white rook · a2 white pawn · b2 white pawn · c2 white pawn · g2 white pawn · h2 white pawn · a1 white rook · g1 white king | a8 black rook · c8 black bishop · d8 black queen · g8 black rook · h8 black king · a7 black pawn · b7 black pawn · f7 white queen · h7 black pawn · b6 black knight · c6 black pawn · d6 black bishop · f6 black pawn · h6 white bishop · d5 black pawn · f5 white pawn · d4 white pawn · c3 white knight · d3 white bishop · e3 white rook · a2 white pawn · b2 white pawn · c2 white pawn · g2 white pawn · h2 white pawn · a1 white rook · g1 white king | a8 black rook · c8 black bishop · d8 black queen · g8 black rook · h8 black king · a7 black pawn · b7 black pawn · f7 white queen · h7 black pawn · b6 black knight · c6 black pawn · d6 black bishop · f6 black pawn · h6 white bishop · d5 black pawn · f5 white pawn · d4 white pawn · c3 white knight · d3 white bishop · e3 white rook · a2 white pawn · b2 white pawn · c2 white pawn · g2 white pawn · h2 white pawn · a1 white rook · g1 white king | a8 black rook · c8 black bishop · d8 black queen · g8 black rook · h8 black king · a7 black pawn · b7 black pawn · f7 white queen · h7 black pawn · b6 black knight · c6 black pawn · d6 black bishop · f6 black pawn · h6 white bishop · d5 black pawn · f5 white pawn · d4 white pawn · c3 white knight · d3 white bishop · e3 white rook · a2 white pawn · b2 white pawn · c2 white pawn · g2 white pawn · h2 white pawn · a1 white rook · g1 white king | a8 black rook · c8 black bishop · d8 black queen · g8 black rook · h8 black king · a7 black pawn · b7 black pawn · f7 white queen · h7 black pawn · b6 black knight · c6 black pawn · d6 black bishop · f6 black pawn · h6 white bishop · d5 black pawn · f5 white pawn · d4 white pawn · c3 white knight · d3 white bishop · e3 white rook · a2 white pawn · b2 white pawn · c2 white pawn · g2 white pawn · h2 white pawn · a1 white rook · g1 white king | a8 black rook · c8 black bishop · d8 black queen · g8 black rook · h8 black king · a7 black pawn · b7 black pawn · f7 white queen · h7 black pawn · b6 black knight · c6 black pawn · d6 black bishop · f6 black pawn · h6 white bishop · d5 black pawn · f5 white pawn · d4 white pawn · c3 white knight · d3 white bishop · e3 white rook · a2 white pawn · b2 white pawn · c2 white pawn · g2 white pawn · h2 white pawn · a1 white rook · g1 white king | a8 black rook · c8 black bishop · d8 black queen · g8 black rook · h8 black king · a7 black pawn · b7 black pawn · f7 white queen · h7 black pawn · b6 black knight · c6 black pawn · d6 black bishop · f6 black pawn · h6 white bishop · d5 black pawn · f5 white pawn · d4 white pawn · c3 white knight · d3 white bishop · e3 white rook · a2 white pawn · b2 white pawn · c2 white pawn · g2 white pawn · h2 white pawn · a1 white rook · g1 white king | 7 |
| 6 | a8 black rook · c8 black bishop · d8 black queen · g8 black rook · h8 black king · a7 black pawn · b7 black pawn · f7 white queen · h7 black pawn · b6 black knight · c6 black pawn · d6 black bishop · f6 black pawn · h6 white bishop · d5 black pawn · f5 white pawn · d4 white pawn · c3 white knight · d3 white bishop · e3 white rook · a2 white pawn · b2 white pawn · c2 white pawn · g2 white pawn · h2 white pawn · a1 white rook · g1 white king | a8 black rook · c8 black bishop · d8 black queen · g8 black rook · h8 black king · a7 black pawn · b7 black pawn · f7 white queen · h7 black pawn · b6 black knight · c6 black pawn · d6 black bishop · f6 black pawn · h6 white bishop · d5 black pawn · f5 white pawn · d4 white pawn · c3 white knight · d3 white bishop · e3 white rook · a2 white pawn · b2 white pawn · c2 white pawn · g2 white pawn · h2 white pawn · a1 white rook · g1 white king | a8 black rook · c8 black bishop · d8 black queen · g8 black rook · h8 black king · a7 black pawn · b7 black pawn · f7 white queen · h7 black pawn · b6 black knight · c6 black pawn · d6 black bishop · f6 black pawn · h6 white bishop · d5 black pawn · f5 white pawn · d4 white pawn · c3 white knight · d3 white bishop · e3 white rook · a2 white pawn · b2 white pawn · c2 white pawn · g2 white pawn · h2 white pawn · a1 white rook · g1 white king | a8 black rook · c8 black bishop · d8 black queen · g8 black rook · h8 black king · a7 black pawn · b7 black pawn · f7 white queen · h7 black pawn · b6 black knight · c6 black pawn · d6 black bishop · f6 black pawn · h6 white bishop · d5 black pawn · f5 white pawn · d4 white pawn · c3 white knight · d3 white bishop · e3 white rook · a2 white pawn · b2 white pawn · c2 white pawn · g2 white pawn · h2 white pawn · a1 white rook · g1 white king | a8 black rook · c8 black bishop · d8 black queen · g8 black rook · h8 black king · a7 black pawn · b7 black pawn · f7 white queen · h7 black pawn · b6 black knight · c6 black pawn · d6 black bishop · f6 black pawn · h6 white bishop · d5 black pawn · f5 white pawn · d4 white pawn · c3 white knight · d3 white bishop · e3 white rook · a2 white pawn · b2 white pawn · c2 white pawn · g2 white pawn · h2 white pawn · a1 white rook · g1 white king | a8 black rook · c8 black bishop · d8 black queen · g8 black rook · h8 black king · a7 black pawn · b7 black pawn · f7 white queen · h7 black pawn · b6 black knight · c6 black pawn · d6 black bishop · f6 black pawn · h6 white bishop · d5 black pawn · f5 white pawn · d4 white pawn · c3 white knight · d3 white bishop · e3 white rook · a2 white pawn · b2 white pawn · c2 white pawn · g2 white pawn · h2 white pawn · a1 white rook · g1 white king | a8 black rook · c8 black bishop · d8 black queen · g8 black rook · h8 black king · a7 black pawn · b7 black pawn · f7 white queen · h7 black pawn · b6 black knight · c6 black pawn · d6 black bishop · f6 black pawn · h6 white bishop · d5 black pawn · f5 white pawn · d4 white pawn · c3 white knight · d3 white bishop · e3 white rook · a2 white pawn · b2 white pawn · c2 white pawn · g2 white pawn · h2 white pawn · a1 white rook · g1 white king | a8 black rook · c8 black bishop · d8 black queen · g8 black rook · h8 black king · a7 black pawn · b7 black pawn · f7 white queen · h7 black pawn · b6 black knight · c6 black pawn · d6 black bishop · f6 black pawn · h6 white bishop · d5 black pawn · f5 white pawn · d4 white pawn · c3 white knight · d3 white bishop · e3 white rook · a2 white pawn · b2 white pawn · c2 white pawn · g2 white pawn · h2 white pawn · a1 white rook · g1 white king | 6 |
| 5 | a8 black rook · c8 black bishop · d8 black queen · g8 black rook · h8 black king · a7 black pawn · b7 black pawn · f7 white queen · h7 black pawn · b6 black knight · c6 black pawn · d6 black bishop · f6 black pawn · h6 white bishop · d5 black pawn · f5 white pawn · d4 white pawn · c3 white knight · d3 white bishop · e3 white rook · a2 white pawn · b2 white pawn · c2 white pawn · g2 white pawn · h2 white pawn · a1 white rook · g1 white king | a8 black rook · c8 black bishop · d8 black queen · g8 black rook · h8 black king · a7 black pawn · b7 black pawn · f7 white queen · h7 black pawn · b6 black knight · c6 black pawn · d6 black bishop · f6 black pawn · h6 white bishop · d5 black pawn · f5 white pawn · d4 white pawn · c3 white knight · d3 white bishop · e3 white rook · a2 white pawn · b2 white pawn · c2 white pawn · g2 white pawn · h2 white pawn · a1 white rook · g1 white king | a8 black rook · c8 black bishop · d8 black queen · g8 black rook · h8 black king · a7 black pawn · b7 black pawn · f7 white queen · h7 black pawn · b6 black knight · c6 black pawn · d6 black bishop · f6 black pawn · h6 white bishop · d5 black pawn · f5 white pawn · d4 white pawn · c3 white knight · d3 white bishop · e3 white rook · a2 white pawn · b2 white pawn · c2 white pawn · g2 white pawn · h2 white pawn · a1 white rook · g1 white king | a8 black rook · c8 black bishop · d8 black queen · g8 black rook · h8 black king · a7 black pawn · b7 black pawn · f7 white queen · h7 black pawn · b6 black knight · c6 black pawn · d6 black bishop · f6 black pawn · h6 white bishop · d5 black pawn · f5 white pawn · d4 white pawn · c3 white knight · d3 white bishop · e3 white rook · a2 white pawn · b2 white pawn · c2 white pawn · g2 white pawn · h2 white pawn · a1 white rook · g1 white king | a8 black rook · c8 black bishop · d8 black queen · g8 black rook · h8 black king · a7 black pawn · b7 black pawn · f7 white queen · h7 black pawn · b6 black knight · c6 black pawn · d6 black bishop · f6 black pawn · h6 white bishop · d5 black pawn · f5 white pawn · d4 white pawn · c3 white knight · d3 white bishop · e3 white rook · a2 white pawn · b2 white pawn · c2 white pawn · g2 white pawn · h2 white pawn · a1 white rook · g1 white king | a8 black rook · c8 black bishop · d8 black queen · g8 black rook · h8 black king · a7 black pawn · b7 black pawn · f7 white queen · h7 black pawn · b6 black knight · c6 black pawn · d6 black bishop · f6 black pawn · h6 white bishop · d5 black pawn · f5 white pawn · d4 white pawn · c3 white knight · d3 white bishop · e3 white rook · a2 white pawn · b2 white pawn · c2 white pawn · g2 white pawn · h2 white pawn · a1 white rook · g1 white king | a8 black rook · c8 black bishop · d8 black queen · g8 black rook · h8 black king · a7 black pawn · b7 black pawn · f7 white queen · h7 black pawn · b6 black knight · c6 black pawn · d6 black bishop · f6 black pawn · h6 white bishop · d5 black pawn · f5 white pawn · d4 white pawn · c3 white knight · d3 white bishop · e3 white rook · a2 white pawn · b2 white pawn · c2 white pawn · g2 white pawn · h2 white pawn · a1 white rook · g1 white king | a8 black rook · c8 black bishop · d8 black queen · g8 black rook · h8 black king · a7 black pawn · b7 black pawn · f7 white queen · h7 black pawn · b6 black knight · c6 black pawn · d6 black bishop · f6 black pawn · h6 white bishop · d5 black pawn · f5 white pawn · d4 white pawn · c3 white knight · d3 white bishop · e3 white rook · a2 white pawn · b2 white pawn · c2 white pawn · g2 white pawn · h2 white pawn · a1 white rook · g1 white king | 5 |
| 4 | a8 black rook · c8 black bishop · d8 black queen · g8 black rook · h8 black king · a7 black pawn · b7 black pawn · f7 white queen · h7 black pawn · b6 black knight · c6 black pawn · d6 black bishop · f6 black pawn · h6 white bishop · d5 black pawn · f5 white pawn · d4 white pawn · c3 white knight · d3 white bishop · e3 white rook · a2 white pawn · b2 white pawn · c2 white pawn · g2 white pawn · h2 white pawn · a1 white rook · g1 white king | a8 black rook · c8 black bishop · d8 black queen · g8 black rook · h8 black king · a7 black pawn · b7 black pawn · f7 white queen · h7 black pawn · b6 black knight · c6 black pawn · d6 black bishop · f6 black pawn · h6 white bishop · d5 black pawn · f5 white pawn · d4 white pawn · c3 white knight · d3 white bishop · e3 white rook · a2 white pawn · b2 white pawn · c2 white pawn · g2 white pawn · h2 white pawn · a1 white rook · g1 white king | a8 black rook · c8 black bishop · d8 black queen · g8 black rook · h8 black king · a7 black pawn · b7 black pawn · f7 white queen · h7 black pawn · b6 black knight · c6 black pawn · d6 black bishop · f6 black pawn · h6 white bishop · d5 black pawn · f5 white pawn · d4 white pawn · c3 white knight · d3 white bishop · e3 white rook · a2 white pawn · b2 white pawn · c2 white pawn · g2 white pawn · h2 white pawn · a1 white rook · g1 white king | a8 black rook · c8 black bishop · d8 black queen · g8 black rook · h8 black king · a7 black pawn · b7 black pawn · f7 white queen · h7 black pawn · b6 black knight · c6 black pawn · d6 black bishop · f6 black pawn · h6 white bishop · d5 black pawn · f5 white pawn · d4 white pawn · c3 white knight · d3 white bishop · e3 white rook · a2 white pawn · b2 white pawn · c2 white pawn · g2 white pawn · h2 white pawn · a1 white rook · g1 white king | a8 black rook · c8 black bishop · d8 black queen · g8 black rook · h8 black king · a7 black pawn · b7 black pawn · f7 white queen · h7 black pawn · b6 black knight · c6 black pawn · d6 black bishop · f6 black pawn · h6 white bishop · d5 black pawn · f5 white pawn · d4 white pawn · c3 white knight · d3 white bishop · e3 white rook · a2 white pawn · b2 white pawn · c2 white pawn · g2 white pawn · h2 white pawn · a1 white rook · g1 white king | a8 black rook · c8 black bishop · d8 black queen · g8 black rook · h8 black king · a7 black pawn · b7 black pawn · f7 white queen · h7 black pawn · b6 black knight · c6 black pawn · d6 black bishop · f6 black pawn · h6 white bishop · d5 black pawn · f5 white pawn · d4 white pawn · c3 white knight · d3 white bishop · e3 white rook · a2 white pawn · b2 white pawn · c2 white pawn · g2 white pawn · h2 white pawn · a1 white rook · g1 white king | a8 black rook · c8 black bishop · d8 black queen · g8 black rook · h8 black king · a7 black pawn · b7 black pawn · f7 white queen · h7 black pawn · b6 black knight · c6 black pawn · d6 black bishop · f6 black pawn · h6 white bishop · d5 black pawn · f5 white pawn · d4 white pawn · c3 white knight · d3 white bishop · e3 white rook · a2 white pawn · b2 white pawn · c2 white pawn · g2 white pawn · h2 white pawn · a1 white rook · g1 white king | a8 black rook · c8 black bishop · d8 black queen · g8 black rook · h8 black king · a7 black pawn · b7 black pawn · f7 white queen · h7 black pawn · b6 black knight · c6 black pawn · d6 black bishop · f6 black pawn · h6 white bishop · d5 black pawn · f5 white pawn · d4 white pawn · c3 white knight · d3 white bishop · e3 white rook · a2 white pawn · b2 white pawn · c2 white pawn · g2 white pawn · h2 white pawn · a1 white rook · g1 white king | 4 |
| 3 | a8 black rook · c8 black bishop · d8 black queen · g8 black rook · h8 black king · a7 black pawn · b7 black pawn · f7 white queen · h7 black pawn · b6 black knight · c6 black pawn · d6 black bishop · f6 black pawn · h6 white bishop · d5 black pawn · f5 white pawn · d4 white pawn · c3 white knight · d3 white bishop · e3 white rook · a2 white pawn · b2 white pawn · c2 white pawn · g2 white pawn · h2 white pawn · a1 white rook · g1 white king | a8 black rook · c8 black bishop · d8 black queen · g8 black rook · h8 black king · a7 black pawn · b7 black pawn · f7 white queen · h7 black pawn · b6 black knight · c6 black pawn · d6 black bishop · f6 black pawn · h6 white bishop · d5 black pawn · f5 white pawn · d4 white pawn · c3 white knight · d3 white bishop · e3 white rook · a2 white pawn · b2 white pawn · c2 white pawn · g2 white pawn · h2 white pawn · a1 white rook · g1 white king | a8 black rook · c8 black bishop · d8 black queen · g8 black rook · h8 black king · a7 black pawn · b7 black pawn · f7 white queen · h7 black pawn · b6 black knight · c6 black pawn · d6 black bishop · f6 black pawn · h6 white bishop · d5 black pawn · f5 white pawn · d4 white pawn · c3 white knight · d3 white bishop · e3 white rook · a2 white pawn · b2 white pawn · c2 white pawn · g2 white pawn · h2 white pawn · a1 white rook · g1 white king | a8 black rook · c8 black bishop · d8 black queen · g8 black rook · h8 black king · a7 black pawn · b7 black pawn · f7 white queen · h7 black pawn · b6 black knight · c6 black pawn · d6 black bishop · f6 black pawn · h6 white bishop · d5 black pawn · f5 white pawn · d4 white pawn · c3 white knight · d3 white bishop · e3 white rook · a2 white pawn · b2 white pawn · c2 white pawn · g2 white pawn · h2 white pawn · a1 white rook · g1 white king | a8 black rook · c8 black bishop · d8 black queen · g8 black rook · h8 black king · a7 black pawn · b7 black pawn · f7 white queen · h7 black pawn · b6 black knight · c6 black pawn · d6 black bishop · f6 black pawn · h6 white bishop · d5 black pawn · f5 white pawn · d4 white pawn · c3 white knight · d3 white bishop · e3 white rook · a2 white pawn · b2 white pawn · c2 white pawn · g2 white pawn · h2 white pawn · a1 white rook · g1 white king | a8 black rook · c8 black bishop · d8 black queen · g8 black rook · h8 black king · a7 black pawn · b7 black pawn · f7 white queen · h7 black pawn · b6 black knight · c6 black pawn · d6 black bishop · f6 black pawn · h6 white bishop · d5 black pawn · f5 white pawn · d4 white pawn · c3 white knight · d3 white bishop · e3 white rook · a2 white pawn · b2 white pawn · c2 white pawn · g2 white pawn · h2 white pawn · a1 white rook · g1 white king | a8 black rook · c8 black bishop · d8 black queen · g8 black rook · h8 black king · a7 black pawn · b7 black pawn · f7 white queen · h7 black pawn · b6 black knight · c6 black pawn · d6 black bishop · f6 black pawn · h6 white bishop · d5 black pawn · f5 white pawn · d4 white pawn · c3 white knight · d3 white bishop · e3 white rook · a2 white pawn · b2 white pawn · c2 white pawn · g2 white pawn · h2 white pawn · a1 white rook · g1 white king | a8 black rook · c8 black bishop · d8 black queen · g8 black rook · h8 black king · a7 black pawn · b7 black pawn · f7 white queen · h7 black pawn · b6 black knight · c6 black pawn · d6 black bishop · f6 black pawn · h6 white bishop · d5 black pawn · f5 white pawn · d4 white pawn · c3 white knight · d3 white bishop · e3 white rook · a2 white pawn · b2 white pawn · c2 white pawn · g2 white pawn · h2 white pawn · a1 white rook · g1 white king | 3 |
| 2 | a8 black rook · c8 black bishop · d8 black queen · g8 black rook · h8 black king · a7 black pawn · b7 black pawn · f7 white queen · h7 black pawn · b6 black knight · c6 black pawn · d6 black bishop · f6 black pawn · h6 white bishop · d5 black pawn · f5 white pawn · d4 white pawn · c3 white knight · d3 white bishop · e3 white rook · a2 white pawn · b2 white pawn · c2 white pawn · g2 white pawn · h2 white pawn · a1 white rook · g1 white king | a8 black rook · c8 black bishop · d8 black queen · g8 black rook · h8 black king · a7 black pawn · b7 black pawn · f7 white queen · h7 black pawn · b6 black knight · c6 black pawn · d6 black bishop · f6 black pawn · h6 white bishop · d5 black pawn · f5 white pawn · d4 white pawn · c3 white knight · d3 white bishop · e3 white rook · a2 white pawn · b2 white pawn · c2 white pawn · g2 white pawn · h2 white pawn · a1 white rook · g1 white king | a8 black rook · c8 black bishop · d8 black queen · g8 black rook · h8 black king · a7 black pawn · b7 black pawn · f7 white queen · h7 black pawn · b6 black knight · c6 black pawn · d6 black bishop · f6 black pawn · h6 white bishop · d5 black pawn · f5 white pawn · d4 white pawn · c3 white knight · d3 white bishop · e3 white rook · a2 white pawn · b2 white pawn · c2 white pawn · g2 white pawn · h2 white pawn · a1 white rook · g1 white king | a8 black rook · c8 black bishop · d8 black queen · g8 black rook · h8 black king · a7 black pawn · b7 black pawn · f7 white queen · h7 black pawn · b6 black knight · c6 black pawn · d6 black bishop · f6 black pawn · h6 white bishop · d5 black pawn · f5 white pawn · d4 white pawn · c3 white knight · d3 white bishop · e3 white rook · a2 white pawn · b2 white pawn · c2 white pawn · g2 white pawn · h2 white pawn · a1 white rook · g1 white king | a8 black rook · c8 black bishop · d8 black queen · g8 black rook · h8 black king · a7 black pawn · b7 black pawn · f7 white queen · h7 black pawn · b6 black knight · c6 black pawn · d6 black bishop · f6 black pawn · h6 white bishop · d5 black pawn · f5 white pawn · d4 white pawn · c3 white knight · d3 white bishop · e3 white rook · a2 white pawn · b2 white pawn · c2 white pawn · g2 white pawn · h2 white pawn · a1 white rook · g1 white king | a8 black rook · c8 black bishop · d8 black queen · g8 black rook · h8 black king · a7 black pawn · b7 black pawn · f7 white queen · h7 black pawn · b6 black knight · c6 black pawn · d6 black bishop · f6 black pawn · h6 white bishop · d5 black pawn · f5 white pawn · d4 white pawn · c3 white knight · d3 white bishop · e3 white rook · a2 white pawn · b2 white pawn · c2 white pawn · g2 white pawn · h2 white pawn · a1 white rook · g1 white king | a8 black rook · c8 black bishop · d8 black queen · g8 black rook · h8 black king · a7 black pawn · b7 black pawn · f7 white queen · h7 black pawn · b6 black knight · c6 black pawn · d6 black bishop · f6 black pawn · h6 white bishop · d5 black pawn · f5 white pawn · d4 white pawn · c3 white knight · d3 white bishop · e3 white rook · a2 white pawn · b2 white pawn · c2 white pawn · g2 white pawn · h2 white pawn · a1 white rook · g1 white king | a8 black rook · c8 black bishop · d8 black queen · g8 black rook · h8 black king · a7 black pawn · b7 black pawn · f7 white queen · h7 black pawn · b6 black knight · c6 black pawn · d6 black bishop · f6 black pawn · h6 white bishop · d5 black pawn · f5 white pawn · d4 white pawn · c3 white knight · d3 white bishop · e3 white rook · a2 white pawn · b2 white pawn · c2 white pawn · g2 white pawn · h2 white pawn · a1 white rook · g1 white king | 2 |
| 1 | a8 black rook · c8 black bishop · d8 black queen · g8 black rook · h8 black king · a7 black pawn · b7 black pawn · f7 white queen · h7 black pawn · b6 black knight · c6 black pawn · d6 black bishop · f6 black pawn · h6 white bishop · d5 black pawn · f5 white pawn · d4 white pawn · c3 white knight · d3 white bishop · e3 white rook · a2 white pawn · b2 white pawn · c2 white pawn · g2 white pawn · h2 white pawn · a1 white rook · g1 white king | a8 black rook · c8 black bishop · d8 black queen · g8 black rook · h8 black king · a7 black pawn · b7 black pawn · f7 white queen · h7 black pawn · b6 black knight · c6 black pawn · d6 black bishop · f6 black pawn · h6 white bishop · d5 black pawn · f5 white pawn · d4 white pawn · c3 white knight · d3 white bishop · e3 white rook · a2 white pawn · b2 white pawn · c2 white pawn · g2 white pawn · h2 white pawn · a1 white rook · g1 white king | a8 black rook · c8 black bishop · d8 black queen · g8 black rook · h8 black king · a7 black pawn · b7 black pawn · f7 white queen · h7 black pawn · b6 black knight · c6 black pawn · d6 black bishop · f6 black pawn · h6 white bishop · d5 black pawn · f5 white pawn · d4 white pawn · c3 white knight · d3 white bishop · e3 white rook · a2 white pawn · b2 white pawn · c2 white pawn · g2 white pawn · h2 white pawn · a1 white rook · g1 white king | a8 black rook · c8 black bishop · d8 black queen · g8 black rook · h8 black king · a7 black pawn · b7 black pawn · f7 white queen · h7 black pawn · b6 black knight · c6 black pawn · d6 black bishop · f6 black pawn · h6 white bishop · d5 black pawn · f5 white pawn · d4 white pawn · c3 white knight · d3 white bishop · e3 white rook · a2 white pawn · b2 white pawn · c2 white pawn · g2 white pawn · h2 white pawn · a1 white rook · g1 white king | a8 black rook · c8 black bishop · d8 black queen · g8 black rook · h8 black king · a7 black pawn · b7 black pawn · f7 white queen · h7 black pawn · b6 black knight · c6 black pawn · d6 black bishop · f6 black pawn · h6 white bishop · d5 black pawn · f5 white pawn · d4 white pawn · c3 white knight · d3 white bishop · e3 white rook · a2 white pawn · b2 white pawn · c2 white pawn · g2 white pawn · h2 white pawn · a1 white rook · g1 white king | a8 black rook · c8 black bishop · d8 black queen · g8 black rook · h8 black king · a7 black pawn · b7 black pawn · f7 white queen · h7 black pawn · b6 black knight · c6 black pawn · d6 black bishop · f6 black pawn · h6 white bishop · d5 black pawn · f5 white pawn · d4 white pawn · c3 white knight · d3 white bishop · e3 white rook · a2 white pawn · b2 white pawn · c2 white pawn · g2 white pawn · h2 white pawn · a1 white rook · g1 white king | a8 black rook · c8 black bishop · d8 black queen · g8 black rook · h8 black king · a7 black pawn · b7 black pawn · f7 white queen · h7 black pawn · b6 black knight · c6 black pawn · d6 black bishop · f6 black pawn · h6 white bishop · d5 black pawn · f5 white pawn · d4 white pawn · c3 white knight · d3 white bishop · e3 white rook · a2 white pawn · b2 white pawn · c2 white pawn · g2 white pawn · h2 white pawn · a1 white rook · g1 white king | a8 black rook · c8 black bishop · d8 black queen · g8 black rook · h8 black king · a7 black pawn · b7 black pawn · f7 white queen · h7 black pawn · b6 black knight · c6 black pawn · d6 black bishop · f6 black pawn · h6 white bishop · d5 black pawn · f5 white pawn · d4 white pawn · c3 white knight · d3 white bishop · e3 white rook · a2 white pawn · b2 white pawn · c2 white pawn · g2 white pawn · h2 white pawn · a1 white rook · g1 white king | 1 |
|   | a | b | c | d | e | f | g | h |   |

Tactica în șah, este similară tacticii din câmpul real de bătălie, este o mutare, sau un șir de mutări, speciale, care pregătesc cale atingerii unui anumit obiectiv în cadrul respectivului joc. Un astfel de obiectiv poate fi acela de a elimina material al adversarului, pentru a îmbunătăți propria poziție sau pentru a-și facilita obținerea matului. În șah există mai multe tactici care pot conduce la victorie imediată (mat), printre cele mai bine-cunoscute fiind:
- Dublu atac direct
- Dublu atac prin descoperire
- Dublu atac la piese acoperite, „Raze X⁠(d)”.
- Țintuirea.
- Piesă supra-solicitată și atac pe o piesă care o apără.
- Șah prin descoperire.
- Dublu șah (șah din două părți, atac simultan).
- Mutare intermediară.

În plus, există și alte tactici, care de asemenea sunt esențiale în șah, cum ar fi:
- Abaterea
- Ademenirea
- Distrugerea apărării
- Blocajul
- Interceptarea liniilor
- Eliberare (degajare) a câmpurilor sau liniilor

Cunoașterea aprofundată a tacticilor distinge adesea un jucător intermediar (sau avansat) de șah, de un începător. Calculatoarele sunt deosebit de abile în privința tacticilor (necesitând mai puține mutări), în schimb, sunt ceva mai slabe pe partea ce privește strategia.

## Dublu atac direct
Un dublu atac este acela prin care se creează pericol la două piese deodată, de asa natură încât atacatorului să ii convină asta. Calul este cea mai potrivită piesă pentru executarea unui dublu atac.

### Dublu atac cu un pion
Avansând un pion se poate crea atacarea simultană a două piese situate pe aceeași linie dar în coloane alterne. Pionul respectiv ar trebui să fie astfel asigurat încât să nu poată fi capturat. Cu acest tip de atac aproape întotdeauna se capturează una dintre cele două piese simultan atacate și fiind pionul piesa de valoare mai mică, respectivul schimb ii este întotdeauna avantajos atacatorului. 

### Dublu atac cu un nebun
Un astfel de atac simultan la două piese (care pot fi doi cai), rezultă ca fiind o tactică foarte utilă, chiar dacă se sacrifică respectivul nebun.

### Dublu atac cu un turn
Un turn situat pe o aceeași linie cu două piese inamice constituie un puternic dublu atac, ca de exemplu, atunci când un turn bine apărat este situat între dama și regele adversarului de joc.

### Dublu atac cu dama
Dama, care acționează și ca nebun și ca turn, dispune de multiple posibilități în cadrul dublului atac, deoarece combină într-o singură piesă, puterea ambelor, fapt care o face extrem de utilizată în cadrul dublurilor atacuri cu șah pentru a câștiga material pe finaluri.

### Dublu atac cu regele
De mică importanță, chiar dacă foarte util pe finaluri pentru a câștiga material și pentru a bloca pioni (care candidează la promovare) sau alte piese inamice. Poate fi folosit pentru a da mat prin dublu (simultan) atac al regelui și al damei.

### Dublu atac cu calul
Calul este cea mai bună piesă pentru un dublu atac, datorită modului său de mișcare. Un asemenea atac este foarte puternic, poate ataca piese de mare valoare, cum ar fi două turnuri, turn și damă sau damă și rege.

## Dublu atac prin descoperire
Constă în a amenința simultan două piese ale adversarului, cu două dintre piesele noastre: amenințăm una cu piesa pe care am mutat-o și încă una cu o a doua piesă pe care am activat-o în momentul descoperirii ei, prin mutarea celei dintâi. Acest tip de mutare și de tactică poate fi făcut cu mai multe combinații de piese. O variantă a acestui dublu atac este de a captura vreo anumită piesă a adversarului, în ciuda faptului că o are apărată. Dacă adversarul capturează piesa care a capturat, apoi se poate captura o altă piesă care eventual a rămas neapărată, iar dacă adversarul alege să-și retragă sau să-și apere piesa amenințată de piesa atacatoare, atunci se poate retrage și salva piesa atacatoare: rezultatul este întotdeauna un câștig de material.

## Dublu atac cu piese care se acoperă încrucișat "raze x"
Constă în a ataca o piesă pe care, dacă adversarul și-o retrage de pe unul din câmpuri, rămâne amenințată o a doua piesă. Această mutare atrage întotdeauna după sine pierderea uneia dintre cele două piese. Există șase posibilități, turnul sau nebunul atacă o damă și un rege (sau regele și dama), nebun atacă turn și rege (sau rege și turn). De asemenea se poate ataca simultan, de exemplu dama și turnul, cu un pion.

## Țintuirea
Constă în faptul că o piesă atacă o alta care nu poate fi mutată sau nu convine a se muta pentru faptul că dacă se face acest lucru, aceasta duce la o înfrângere sau la vreo captură avantajoasă pentru piesa care atacă. Un exemplu este un nebun care atacă un turn, în spatele căruia, pe aceeași diagonală, se află regele, acest lucru duce la incapacitatea de a muta turnul cu repercusiunea de a fi capturat de către nebunul atacator, în acest caz. De asemenea, deși acea captură nu ne este convenabilă, țintuind o piesă o inutilizăm (pentru că nu se poate mișca), anihilând posibila ei acțiune defensivă sau ofensivă la adresa altor piese (după cum acestea sunt de partea noastră sau sunt de partea adversă).
Unele posibilități de apărare în fața acestui fel de țintuire, sunt:
- Interpoziționarea.
- Contra-blocajul.
- Mutarea unei piese din spatele piesei blocate.
- Mutarea respectivei piese, care e subiect principal al acelui blocaj.
- Distragerea piesei care blochează. sau "șah-mat"-ul
- Atacarea acelei piese care exercita respectivul blocaj.
- Anticiparea blocajului.

## Abaterea (devierea)
Abaterea este o armă tactică importantă; constă in forțarea unei piese rivale să părăsească poziția curentă, oferind astfel pieselor proprii accesul la câmpuri sau linii importante.

## Ademenirea
Ademenirea (atragerea în cursă) este un element tactic, care constă în a atrage într-un mod favorabil nouă, o piesă a adversarului (de obicei regele) spre unul (unul anume) dintre câmpuri. Ademenirea are o mare asemănare cu tema numită abatere (deviere).

## Distrugerea apărării
O armă tactică de mare putere, fiind o combinație bazată pe eliminarea directă a piesei care controlează liniile sau câmpurile importante de pe tabla de șah. Are asemănare cu abaterea (devierea), dar în acest caz, piesa rivală este capturată și nu deviată. Amintește-ți: calul este cel mai bun apărător al rocadei, concentrează-ti atacul în primul rând pe cal.

## Blocare
Scopul acestui recurs tactic constă în forțarea unei piese rivale de a ocupa un câmp care vine, în general,  în detrimentul propriului său rege. Este o modalitate eficace de distrugere a coordonării forțelor rivalului.

## Interceptarea liniilor
Prin utilizarea acestui recurs tactic, conexiunea între două sau mai multe piese ale adversarului este întreruptă, împiedicându-i astfel accesul la un câmp sau la o linie care îi este foarte importantă.

## Degajare a câmpurilor sau a liniilor
Uneori, o piesă iti împiedică trecerea altor piese ale tale, la un câmp sau la o linie în care ar avea mare efect. În acest caz, este necesar să se "cedeze pasul".